# Дмитриј Ерохин
Дмитриј Јурјевич Ерохин (Новокузњецк, 1. новембра 1979) руски је ултрамаратонац (трејлранер), аматерски спортиста и јавна личност. Поставио је четири светска рекорда у претрчавању Златнога кола Русије (два пута), Калмикије, Сахалина.
Члан Руског географског друштва.
Активни корисник Википедије на руском језику од 2009. године (под надимком Erokhin), учесник међународног покрета Викимедија и члан непрофитног партнерства за ширење енциклопедијског знања „Викимедиа РУ”.
Аутор је више од 5000 чланака. За постигнуте резултате у 2012. години, Дмитриј је награђен „Вики наградом” као најплоднији писац године за 4294 написаних чланака.
Од 2015. Дмитриј Ерохин такође појачава активност као промотер Википедије, редовно даје коментаре у средствима јавног информисања о принципима рада слободне енциклопедије, говори о свом учешћу у њеном попуњавању.